# BN (группа)
:B:N: (:Б:Н:, «Бяз назвы») — белорусская рок-группа из города Берёза.

## История
Группа :B:N: родом из небольшого белорусского города Берёза. Их дебютное выступление состоялось в 1999 году в родном городе, на смотре-конкурсе непрофессиональных ВИА, музыканты группы тогда заняли 2-е место. Название было придумано совершенно случайно. Участники коллектива выступали на одном из местных музыкальных конкурсов. И когда у них поинтересовались по поводу названия, они ответили: «А мы без названия». Так их и представили: «Гурт: Бяз Назвы». Так группа и получила название: Бяз Назвы, Б: Н, B:N.
В 2001 году на фестивале «Рок-кола» в Новополоцке музыканты получили приз в номинации «Лучшая лирическая песня фестиваля» за песню «Вось такую б…». В этом же году был записан демо-альбом «Праз сябе», часть песен которого вошла в дебютный альбом «Не трывай».
В 2003 году группа в брестской студии GreenHouse studio записывают дебютный альбом «Не трывай…», саунд-продюсером которого выступил Харитонов Анатолий, работавший некоторое время с Юрием Антоновым, а также с такими группами как САДЪ, Сцяна, Дай дарогу!, Onegin и другими.
В 2005 году БМАgroup выпустила дебютный альбом «Не трывай…».

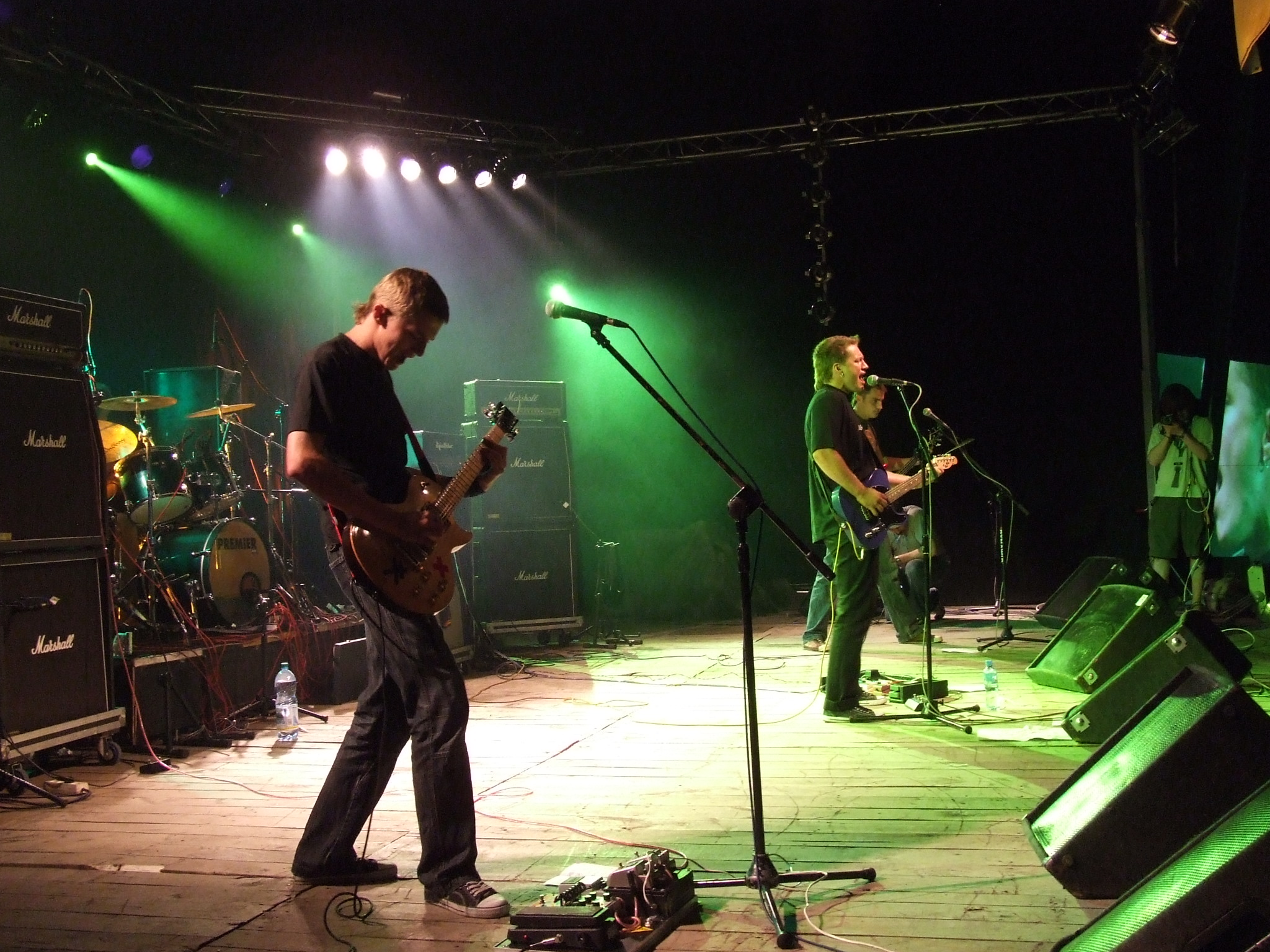
Выступление группы на фестивале Басовище в 2007 году

С 2005 по 2009 год группа сотрудничала с организацией Lacinka.org. Выступления группы в этот период проходят в основном в Польше и реже — в Беларуси.
В начале 2006 года группа едет в Белосток (Польша) на студию Rembrandt и приступает к записи второго альбома под названием «Жыве Rock-N-Roll!». Саунд-продюсером вновь выступил Анатолий Харитонов, работавший над первым альбомом. Презентация пластинки состоялась 15 июля на польском фестивале Union Of Rock.
В 2012 году вышел в свет альбом «Крок за крокам». В этом же году вышел дебютный альбом «Кальмары» одноимённого сайд-проекта, созданного участниками группы.
19 марта 2015 года в свет выходит альбом «Шукай сваё».
13 апреля 2018 года группа выпускает альбом «#коджыцця».

## Дискография

### Студийные альбомы
- 2002 — Праз сябе
- 2004 — Не трывай
- 2006 — Zyvie Rock’n’Roll![3]
- 2012 — Крок за крокам[4]
- 2013 — Acoustic (EP)
- 2014 — PIANO (EP)
- 2015 — Шукай сваё[5]
- 2018 — #коджыцця

### Синглы
- 2008 — Загінулым паэтам прысьвячаецца (feat. Лявон Вольскі)
- 2010 — Жыццё маё
- 2010 — Развага (feat. Vinsent)
- 2011 — Будзь сабой
- 2013 — Палюсы, Вяртаньне
- 2016 — Хвалi
- 2017 — Бяжы за мной
- 2018 — Планета пачакай
- 2020 — Выбар

### Видеоклипы
- 2005 — Канюшня
- 2007 — Крылы
- 2007 — Дажджамі
- 2007 — Цягнік
- 2008 — Жыве rock n roll!
- 2015 — Попел (реж. А. Мамоненко)
- 2015 — Вяртаньне
- 2018 — Планета пачакай (lyric video)
- 2020 — Дыхай глыбей (live in HB KROK FILMS 2019)
- 2020 — Выбар (lyric video)

### Участие в сборниках
- 2003 — НАША МУЗЫКА.1 — «Не трывай»
- 2004 — Ґенэралы айчыннага року — «Гарады»
- 2005 — Прэм’ер Тузін — «Сьпіралі»
- 2006 — Песьні Свабоды-2 — «Цягнік»
- 2007 — Дыхаць! — «Моднікі»
- 2007 — Песьні Свабоды-3 — «Быў час…»
- 2007 — Прэм’ер Тузін — «Daždžami»
- 2007 — Охота-18 — «Daždžami»
- 2008 — Прэм’ер Тузін — «Загінулым паэтам прысьвячаецца…»
- 2008 — НезалежныЯ — «Загінулым паэтам прысьвячаецца…»
- 2010 — Права маладых — першы музычны блін — «Гузік»

### Участие в трибьютах
- 2003 — N.R.M. «Viza Незалежнай Рэспублікі Мроя[бел.]»
- 2013 — Neuro Dubel «Место подписи»

## Участники

### Текущий состав
- Алесь Лютыч — гитара, вокал, автор музыки
- Павел Яновский — гитара, бэк-вокал
- Виталий Дмитревич — бас-гитара
- Vicky Fates — барабаны
- Данила Лях — клавиши
- Сергей Мошкович — автор текстов

### Бывшие участники
- Ромуальд Позняк — ударные (в апреле 2012 года ушёл из группы по состоянию здоровья)
- Максим Литвинец — гитара (покинул группу в июне 2013)
- Алесь Зайцев — бас-гитара (покинул группу в июне 2013)
- Юрась Бардовский — гитара, бэк-вокал (покинул группу в апреле 2018)
- Алесь Силицкий — бас-гитара, бэк-вокал (покинул группу в апреле 2018)
- Дмитрий Харитонович - ударные (с 2012 - покинул группу в декабре 2019)